# Aksúm
Aksúm, též psáno Axum, je město v severní Etiopii, nacházející se ve svazovém státě Tigraj. Odhadovaný počet obyvatel k roku 2019 činí 94 515, zatímco v roce 2005 to bylo 47 320. Na území města se nacházelo hlavní město Aksúmského království. Aksúm je významným střediskem etiopské ortodoxní církve. V areálu kostela sv. Marie Sionské se nachází kaple, ve které je údajně uschována Archa úmluvy. U města se rovněž nachází letiště.
V roce 1980 byla Axumská archeologická naleziště zařazena na seznam světového dědictví UNESCO díky své výjimečné historické hodnotě. Před vypuknutím tigrajské války v roce 2020 bylo město Axum oblíbeným cílem pro zahraniční turisty.

## Historie
Založení Aksúmu není možné přesně datovat. První písemné zmínky o Aksúmu pocházejí z Periplus Maris Erythraei (1. století n. l.) a Geographikè Hyphégesis (kolem roku 150 n. l.) od Klaudia Ptolemaia. Oba záznamy popisují Aksúm jako centrum Aksumské říše, která v té době ovládala nejen severní etiopskou vysočinu, ale také přístavní město Adulis (nyní v Eritreji).
Středisko starověkého Aksúmu se nacházelo západně od dnešního města podél řeky Mai Lahlha. Byly objeveny zbytky větších, reprezentativních budov, pravděpodobně patřících vyšší společenské vrstvě. Nicméně nebyly nalezeny stopy obytných budov nebo opevnění, protože přírodní ochrana města horami zřejmě tuto potřebu eliminuje.
V oblasti kostela Panny Marie Sionské se nachází další významná stavba, možná předkřesťanský chrám, s kamennými trůny, pravděpodobně s nápisy. Monumentální stély a stélová pole, zvláště na jihu a západě, jsou pohřebními památkami šlechticů. Nejvyšší stéla, vysoká 33 metrů, se zlomila při stavbě. Druhá nejvyšší, Obelisk z Aksúmu, byla ukradena Itálií v roce 1937, ale vrátila se až v roce 2005. Menší stély přežily a jsou dodnes viditelné.

### Od roku 600 do současnosti
Kolem roku 600 zažilo město pád své říše a dočasně bylo opuštěno. Avšak později znovu nabralo významu, zejména jako náboženské centrum a místo korunovací etiopských králů až do doby posledního císaře Haile Selassieho I. ve 20. století.
Dnes je Aksúm významným poutním místem pro etiopské ortodoxní křesťany. Podle etiopské ortodoxní církve je zde údajně umístěna Archa úmluvy, kterou do země prý přivezl Menelik I., syn krále Šalamouna a královny ze Sáby, jak je popsáno v etiopské knize Kebra Nagast ze 4. století nebo podle skeptiků ze 14. století. Mnichové mají za úkol chránit Arku úmluvy po celý svůj život, a tuto povinnost předávají svým nástupcům před svou smrtí.
Politicky je Aksúm nyní malým okresním městem v zóně Mehakelegnaw v rámci Laelay Maychew Woreda. V roce 1980 bylo přidáno na seznam světového dědictví UNESCO kvůli svým historickým ruinám a výjimečné historii.

## Galerie

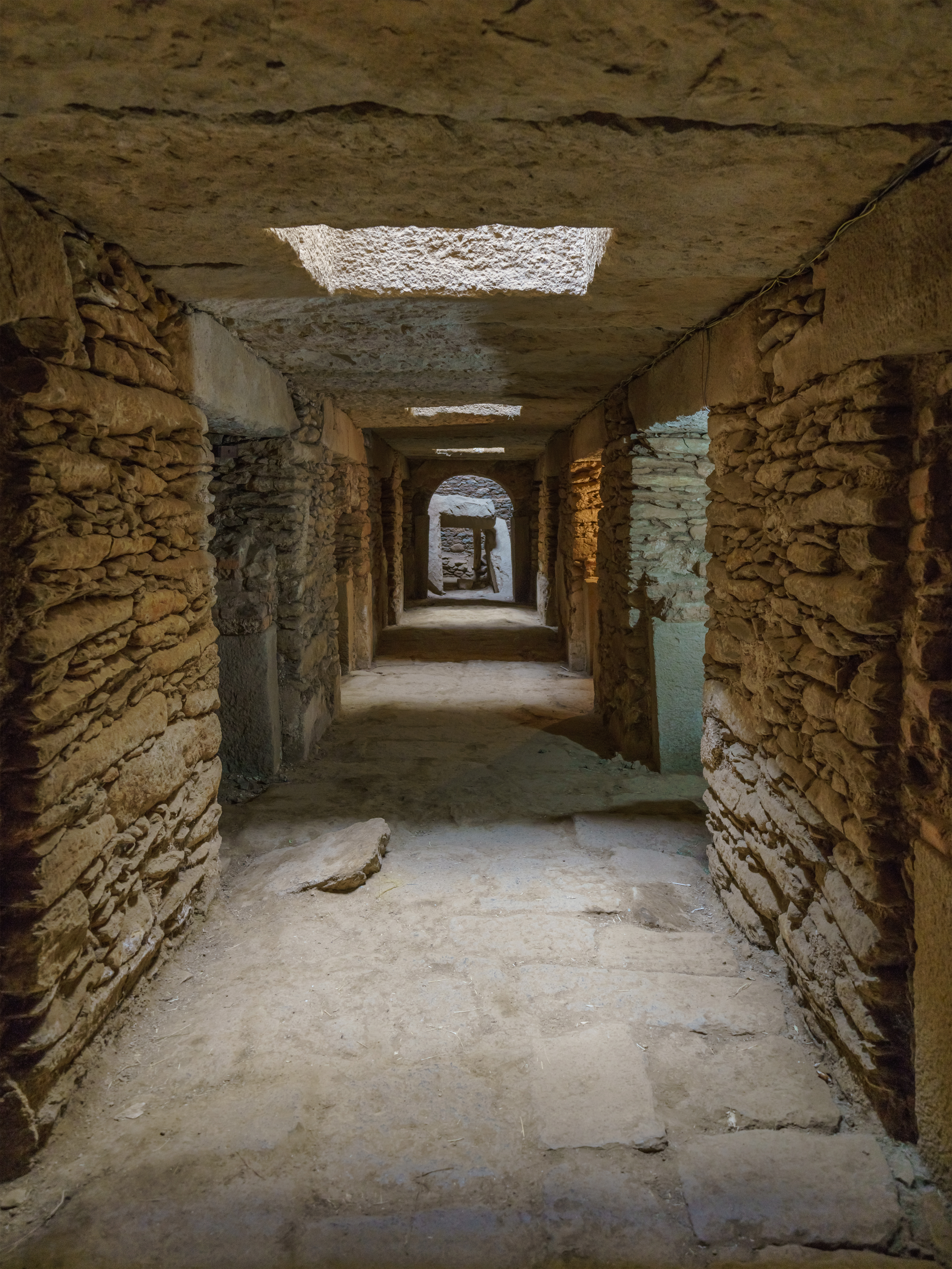
Hrobky pod stélovým polem.
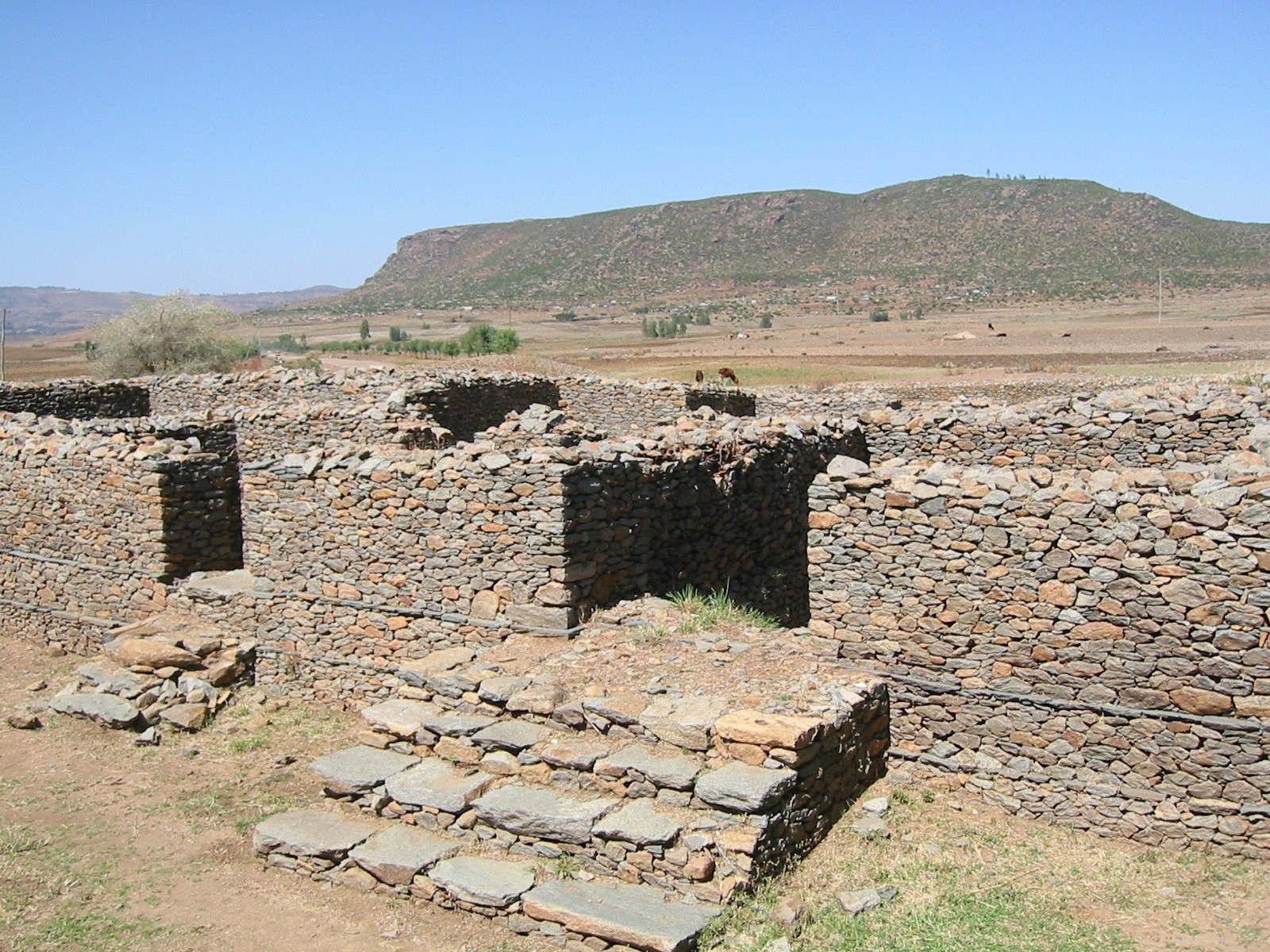
Dungur
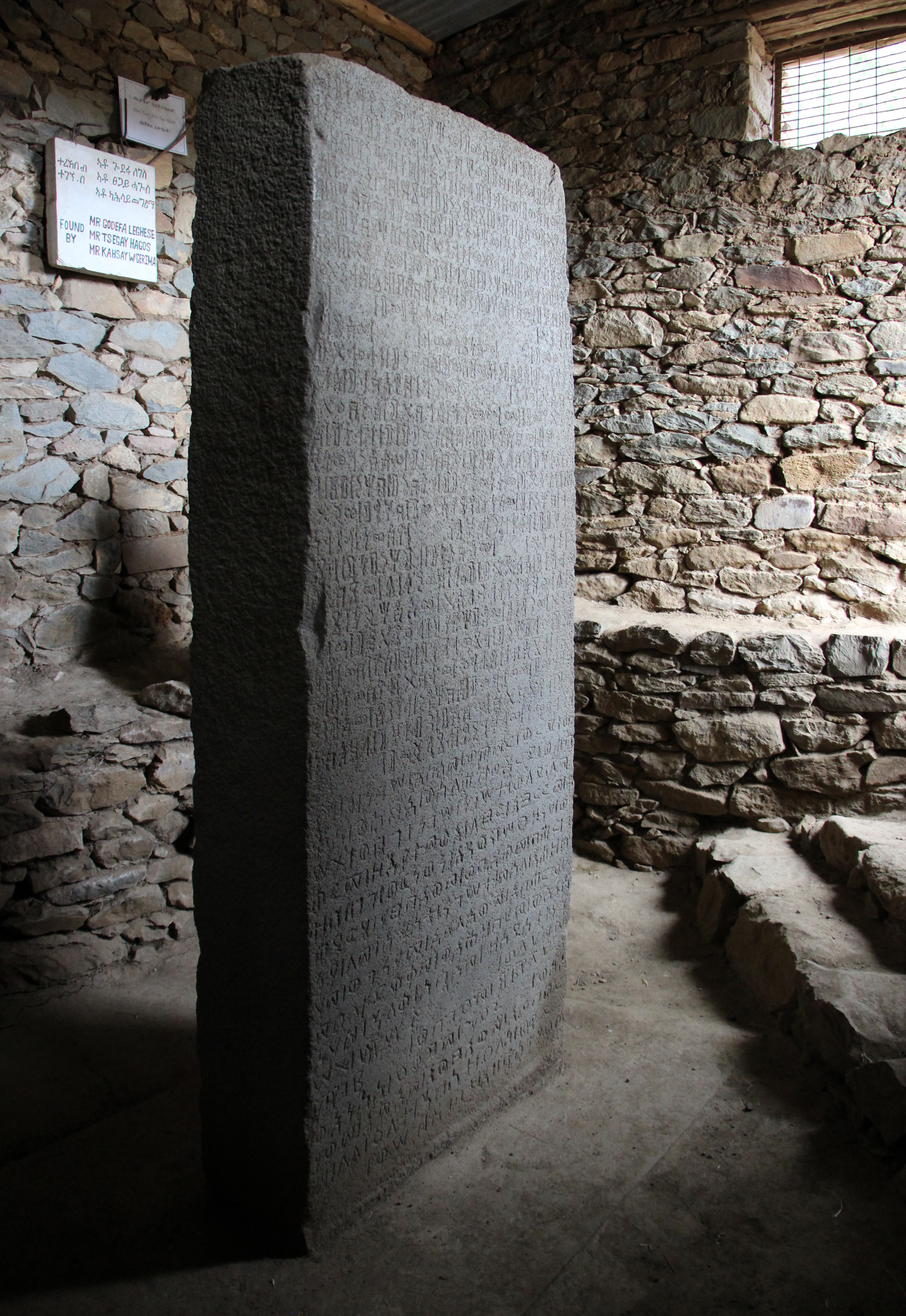
Kámen Ezana, vyrytý v letech 330 až 356 n. l., obsahuje nápisy napsané ve starověkém jazyce ge'ez, sabejštině a řečtině
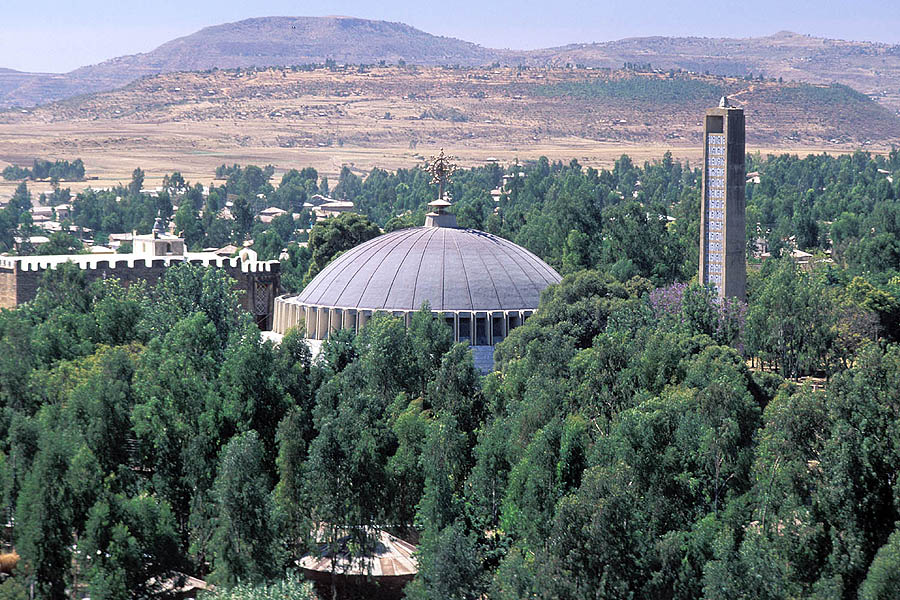
Kostel Panny Marie Sionské